# Ran

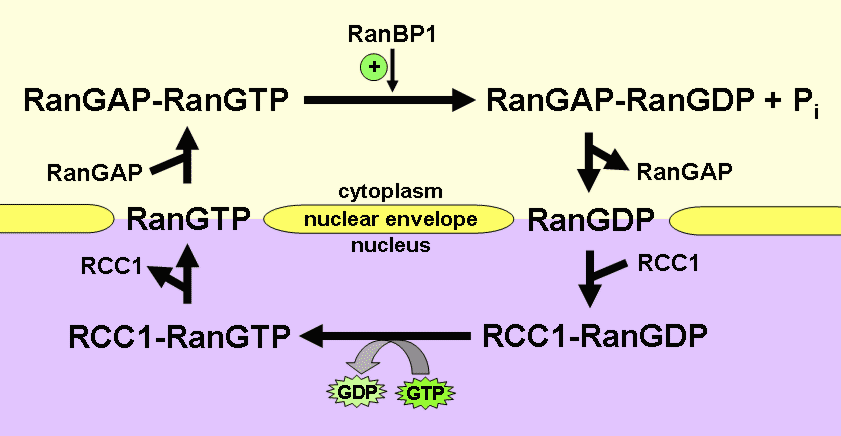
Transport do jádra je umožněn přechodem Ran-GTP a Ran-GDP mezi sebou

Ran (zkratka z fráze Ras-related nuclear protein) je malý G protein (GTPáza) z Ras genové nadrodiny, který se účastní membránového transportu přes jadernou membránu. Tento aktivní proces totiž potřebuje energii a část této energie mu zřejmě dodává GTPázová hydrolýza Ran-GTP na Ran-GDP. Ran se vyskytuje v jádře i v cytosolu (je schopen přecházet přes jaderný pór). V cytosolu se ovšem obvykle vyskytuje jako Ran-GDP, zatímco v jádře obvykle jako Ran-GTP. Tento gradient pohání správným směrem jaderný transport. Například některé importiny (zjednodušeně řečeno) po setkání s Ran-GTP v jádře uvolní svůj náklad, zatímco exportiny v cytosolu uvolňují svůj náklad po styku s Ran-GDP a s tím asociovanými proteiny.